# Maurice Cummins
Pour les articles homonymes, voir Cummins (homonymie).
Maurice Cummins (né le 25 février 1953) est un homme politique irlandais du Fine Gael qui est chef du Seanad et chef du Fine Gael au Seanad de 2011 à 2016. Il est sénateur du Panel du travail de 2002 à 2016.

## Biographie
Il est élu pour la première fois sénateur en 2002, pour le Panel du travail, et est réélu en 2007 et 2011. Il est membre du conseil municipal de Waterford (anciennement Waterford Corporation) de 1979 à 2002 et maire de Waterford en 1995-1996. Il n'est pas élu au Dáil dans la circonscription de Waterford aux élections générales de 1992, 1997 et 2002.
Il est chef du Seanad de mai 2011 à avril 2016, date à laquelle il perd son siège.